# Hesycha consimilis
Hesycha consimilis är en skalbaggsart som beskrevs av Thomson 1868. Hesycha consimilis ingår i släktet Hesycha och familjen långhorningar. Inga underarter finns listade i Catalogue of Life.